# Ilex opaca
Ilex opaca es una especie de árbol de la familia Aquifoliaceae. Es originaria del este de los Estados Unidos, desde la costa sur de Massachusetts al centro de Florida, oeste de Misuri y este de Texas.

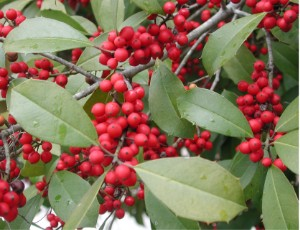
Frutos

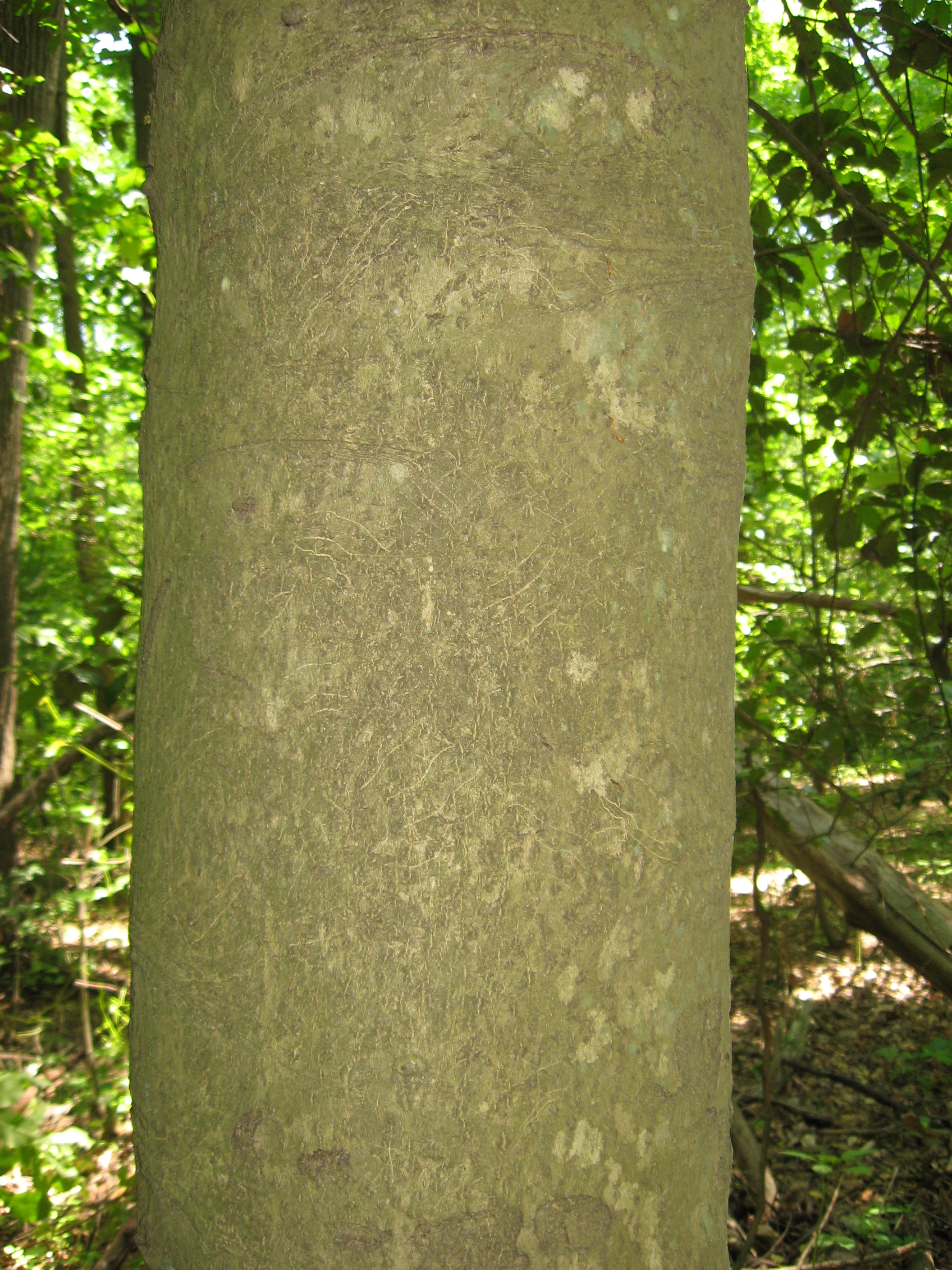
Tronco

## Descripción
Ilex opaca es un árbol de tamaño mediano siempre verde que alcanza un tamaño de hasta 10-20 m de altura, excepcionalmente hasta 30 m de altura, con un diámetro de tronco de hasta 50 cm, excepcionalmente 120 cm. La corteza es de color gris claro, áspera con protuberancias verrugosas pequeñas. Las ramillas son fuertes, verdes al principio y cubiertas de plumón oxidado, luego suaves y de color marrón. Los brotes de invierno son de color marrón, cortos, obtusos o agudos. Las hojas son alternas, de 5-7.5 cm de largo y 2-4 cm, rígidas, mates y sin brillo de color amarillo verde el haz (claramente menos brillante que la otra manera bastante similar europea Ilex aquifolium), a menudo de color amarillo pálido el envés, el pecíolo es corto, grueso, con ranuras, engrosado en la base, con un par de diminutas estípulas. Las hojas permanecen en las ramas de dos o tres años, cayendo finalmente en la primavera, cuando son empujadas por los nuevos brotes.
Las flores son de color blanco verdoso, pequeñas, prooducidas a finales de primavera en cimas pedunculadas breves de las axilas de las hojas jóvenes o dispersas a lo largo de la base de las ramas jóvenes. El cáliz es pequeño, de cuatro lóbulos, imbricados en la yema, agudo, márgenes ciliados, persistente. La corola es de color blanco, con cuatro pétalos con los lóbulos unidos por la base. El tallo de la flor es peludo, con una bráctea diminuta en la base. Como todos los acebos, es dioico, con diferentes plantas masculinas y femeninas, y sólo las plantas femeninas producen los frutos rojos característicos. El fruto es una pequeña drupa de color rojo de 6-12 mm de diámetro, que contiene cuatro semillas que suelen ser persistente en invierno.

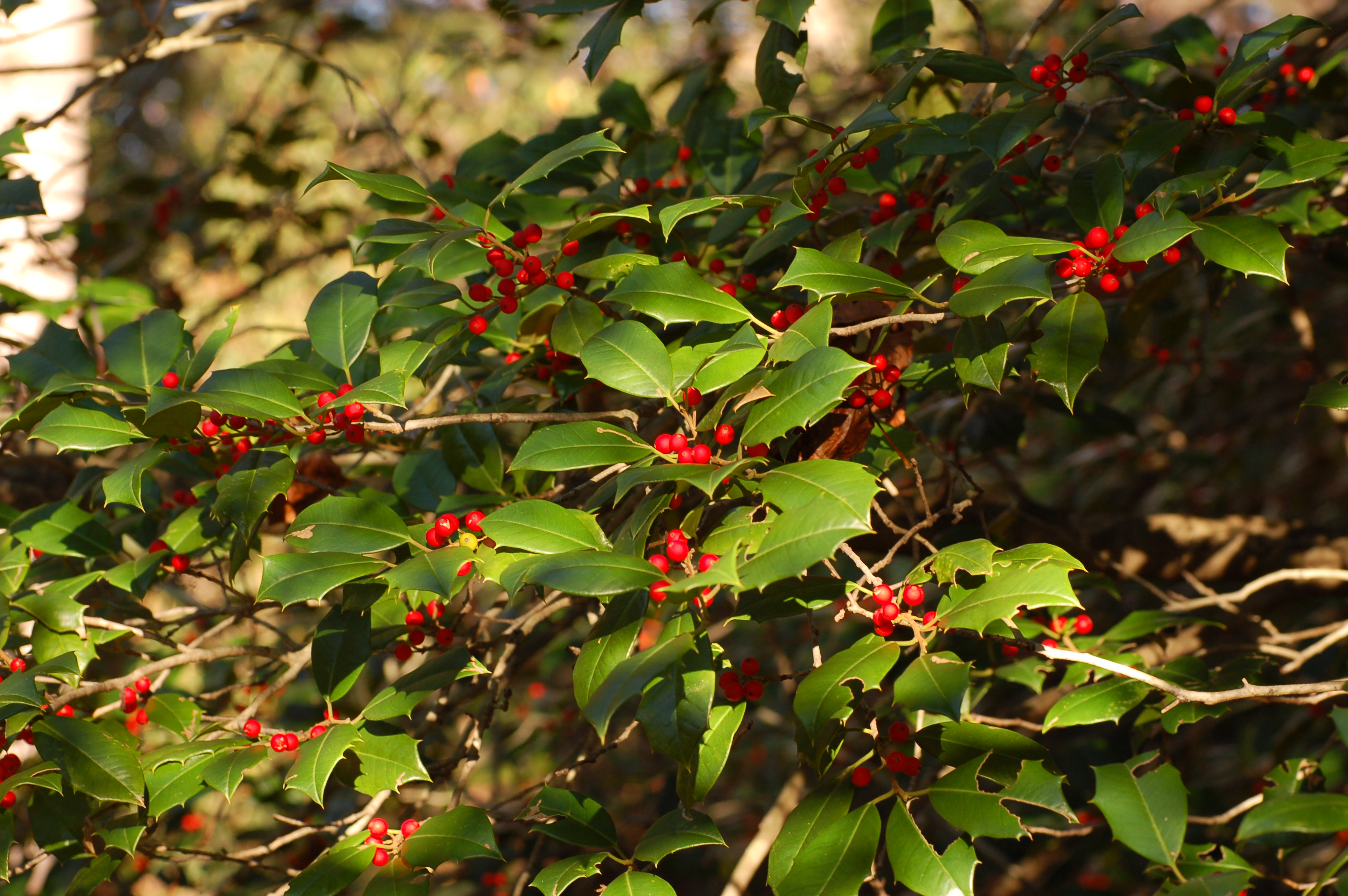
Rama con frutos maduros

## Ecología
Ilex opaca crece normalmente en el sotobosque. Es poco frecuente en el norte de su área de distribución en el sur de Connecticut, al sureste de Nueva York, y zonas aisladas de Cape Cod. Es más abundante al sur en la costa sur y en los estados del Golfo, alcanzando su mayor tamaño en las tierras bajas del sur de Arkansas y el este de Texas. Las ramas son cortas y delgadas. Las raíces son gruesas y carnosas. Crecerá tanto en suelo seco y pantanoso, pero crece lentamente. Ilex opaca var. arenicola, se encuentra como un componente de arbustos matorrales xéricos en los hábitats de la península de Florida.
Las flores son polinizadas por insectos, como abejas, avispas, hormigas y polillas de vuelo nocturno. Las bayas son supuestamente venenosas para los humanos, pero son alimentos importantes para la supervivencia de las aves, que se comen las bayas después de que otras fuentes de alimento se han agotado. El árbol también forma un espeso dosel que ofrece protección para las aves de los depredadores y las tormentas. Pájaros cantores como tordos, ruiseñores, pájaro gato gris, azulillos y cuicacoches frecuentemente se alimentan de las bayas.

## Usos
La madera es muy pálida, dura, de grano fino, toma un buen pulimento, y se usa para asas, bloques de grabado y trabajos de ebanistería. También se puede teñir y se utiliza como un sustituto del ébano. Tiene una densidad de 0,58 a 0,64. La savia es acuosa, y contiene una sustancia amarga que posee propiedades tónicas.

## Planta ornamental
Ilex opaca es a menudo cultivada por los viveros de plantas para su uso como un árbol de hoja perenne de hoja ancha como planta ornamental, plantado como un arbusto o de crecimiento más lento árbol ornamental. Más de 1000 cultivares han sido seleccionados, incluyendo las plantas seleccionadas por la tolerancia al frío ('Cobalt', un cultivar masculino, es capaz de tolerar temperaturas tan bajas como -32 °C), forma de crecimiento (por ejemplo, formas enanas como "Hedge Cardenal ', una planta hembra que crece hasta 1,2 m de altura), y el color y la abundancia de los frutos (cultivares femeninos notables, incluyendo el gran berried 'Navidad', y el amarillo-berried 'Canarias' y 'Gold Morgan ").

## Decoración
Es una planta popular de invierno y de la temporada de vacaciones de Navidad. En la poesía y cuentos en inglés el acebo está inseparablemente conectado con el jolgorio y los saludos que se reúnen alrededor de la época de Navidad. La costumbre se sigue en América del Norte, y el acebo y el muérdago son ampliamente utilizados para la decoración de las casas e iglesias. El acebo europeo no crece en el clima de la mayor parte de los Estados Unidos, pero el acebo americano es una opción excelente ya que se asemeja mucho a las especies europeas. Las hojas son similares en su contorno y con dientes y cerdas muy similares, pero tienen un verde más pálido y el brillo superficial es más débil que en las especies europeas.

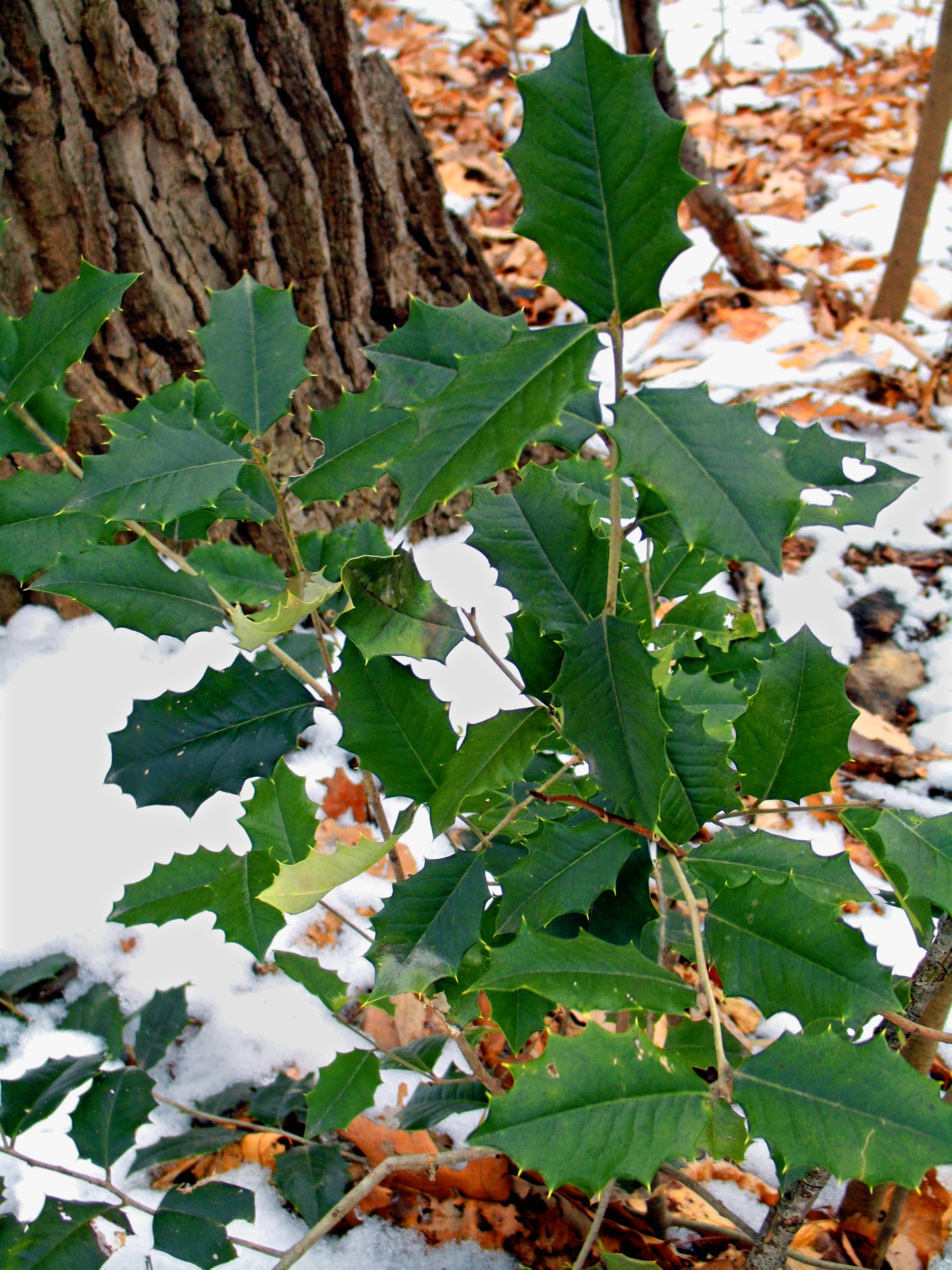
Joven planta

## Taxonomía
Ilex opaca fue descrita por William Aiton y publicado en Hortus Kewensis; or, a catalogue . . . 1: 169. 1789.
Etimología
Ilex: nombre genérico que era el nombre designado en latín para una especie de Quercus (Quercus ilex) comúnmente llamada encina, que tiene un follaje similar al acebo europeo, y ocasionalmente se confunde con él.
opaca: epíteto latino que significa "oscuro, opaco".
Sinonimia
- Ageria opaca Raf.
- Ilex americana Lam.
- Ilex quercifolia Meerb.[8]